# بوينسك
بوينسك (بالروسية: Буинск) هي إحدى مدن روسيا في الكيان الاتحادي الروسي جمهورية تتارستان. ذُكرت لأول مرة في التاريخ عام 1691 ومُنحت تصنيف بلدة عام 1780. يبلغ عدد سكانها حوالي 19735 نسمة.